# Мішок Амбу
Мішо́к Амбу́ — ручний апарат для штучної вентиляції легенів, що застосовується до пацієнтів з порушенням дихання. В українській медичній практиці його також називають помпа для штучної вентиляції легень, мішок ручної легеневої реанімації, мішок дихальний реанімаційний, апарат дихальний ручний. Він входить до складу реанімаційних карет швидкої допомоги, а також застосовується у відділеннях інтенсивної терапії та анестезіології. Основне призначення мішка Амбу — дати можливість пацієнту дихати до моменту підключення електричного апарату штучної вентиляції легень. Основна перевага — це те, що в порівнянні зі штучним диханням рот в рот, він є більш гігієнічним, простим і ефективним (за рахунок відсутності в повітрі, що попадає в легені пацієнта, вуглекислого газу, часток слини і можливих шкідливих мікроорганізмів).